# Bolikhamszaj tartomány
Bolikhamszaj (nemzetközi alakban Bolikhamxai) Laosz egyik tartománya az ország középső részén. 1983-ban hozták létre a Vientián és Khammuan tartományok leválasztott részeiből.

## Közigazgatása
A tartomány a következő körzetekre oszlik:
1. Bolikhanh (11-04)
2. Khamkheuth (11-05)
3. Pakkading (11-03)
4. Paksan (11-01)
5. Thaphabath (11-02)
6. Viengthong (11-06)